# Honda Indy 200 2007
Honda Indy 200 2007 var den tolfte deltävlingen i IndyCar Series 2007. Racet kördes den 22 juli på Mid-Ohio Sports Car Course. Scott Dixon tog in ännu fler poäng på mästerskapsledande Dario Franchitti, tack vare en tredje rak seger. Franchitti slutade på andra plats, och ledde med 24 poängs marginal. Dixon hade trots sina tre raka vinster bara tagit in lite drygt hälften av Franchittis poängledning. Hélio Castroneves tog sin sjätte pole position för säsongen, men kunde inte omsätta det i en seger, utan slutade trea.

## Slutresultat
| Plats | Förare            | Team                     | Grid | Kvaltid  |
| ----- | ----------------- | ------------------------ | ---- | -------- |
| 1     | Scott Dixon       | Chip Ganassi Racing      | 6    | 1.07,474 |
| 2     | Dario Franchitti  | Andretti Green Racing    | 5    | 1.07,403 |
| 3     | Hélio Castroneves | Team Penske              | 1    | 1.06,837 |
| 4     | Tony Kanaan       | Andretti Green Racing    | 3    | 1.07,175 |
| 5     | Danica Patrick    | Andretti Green Racing    | 2    | 1.07,125 |
| 6     | Darren Manning    | A.J. Foyt Enterprises    | 8    | 1.08,700 |
| 7     | Ryan Hunter-Reay  | Rahal Letterman Racing   | 10   | 1.08,874 |
| 8     | Buddy Rice        | Dreyer & Reinbold Racing | 9    | 1.08,810 |
| 9     | Tomas Scheckter   | Vision Racing            | 12   | 1.09,247 |
| 10    | Dan Wheldon       | Chip Ganassi Racing      | 11   | 1.09,227 |
| 11    | Scott Sharp       | Rahal Letterman Racing   | 15   | 1.10,231 |
| 12    | Kosuke Matsuura   | Panther Racing           | 13   | 1.09,604 |
| 13    | A.J. Foyt IV      | Vision Racing            | 14   | 1.09,801 |
| 14    | Sam Hornish Jr.   | Team Penske              | 7    | 1.08,369 |
| 15    | Sarah Fisher      | Dreyer & Reinbold Racing | 17   | 1.11,059 |
| 16    | Ed Carpenter      | Vision Racing            | 16   | 1.10,746 |
| 17    | Vitor Meira       | Panther Racing           | 18   | -        |
| 18    | Marco Andretti    | Andretti Green Racing    | 4    | 1.07,393 |